# Страхсоюз
Страхсоюз, Український Кооперативний Страховий Союз — центральна міжкооперативна установа з завданням організації кооперації страхування різних видів. Постала восени 1918 у Києві. Членами Страхсоюзу були різні кооперативи й їхні об'єднання. 1920 ліквідований радянською владою; 1922 (за НЕП) відновлений п. н. Коопстраху — Всеукраїнського Страхового Союзу (діяв до 1930).